# (3159) Прокофьев
(3159) Прокофьев (лат. Prokofʹev) — типичный астероид главного пояса, открыт 26 октября 1976 года советским астрономом Тамарой Смирновой в Крымской астрофизической обсерватории и 22 июня 1986 года назван в честь советского учёного Владимира Прокофьева.

## Обнаружение и именование
(3159) Прокофьев
Открыт 26 октября 1976 года в Научном Т. М. Смирновой.
Назван в честь Владимира Константиновича Прокофьева — известного специалиста по атомной спектроскопии и эмиссионному спектральному анализу, профессора Ленинградского и Горьковского университетов, а с 1961 года — сотрудника Крымской астрофизической обсерватории. Он внёс большой вклад в исследования солнечной ультрафиолетовой спектроскопии и обнаружил присутствие кислорода в атмосфере Венеры. В 1970—1973 годах он занимал пост президента 44-й комиссии МАС.
Оригинальный текст (англ.)3159 Prokofʹev
Discovered 1976-10-26 by Smirnova, T. at Nauchnyj.
Named in honor of Vladimir Konstantinovich Prokof'ev, well-known expert on atomic spectroscopy and emission spectral analysis, a professor at the Leningrad and Gorkij universities and since 1961 on the staff of the Crimean Astrophysical Observatory. He contributed much to solar ultraviolet spectroscopic research and discovered the presence of oxygen in the atmosphere of Venus. He served as president of IAU Commission 44 during 1970—1973.
Источники: DISCOVERY.DB; M.P.C. 10847.

## Орбита

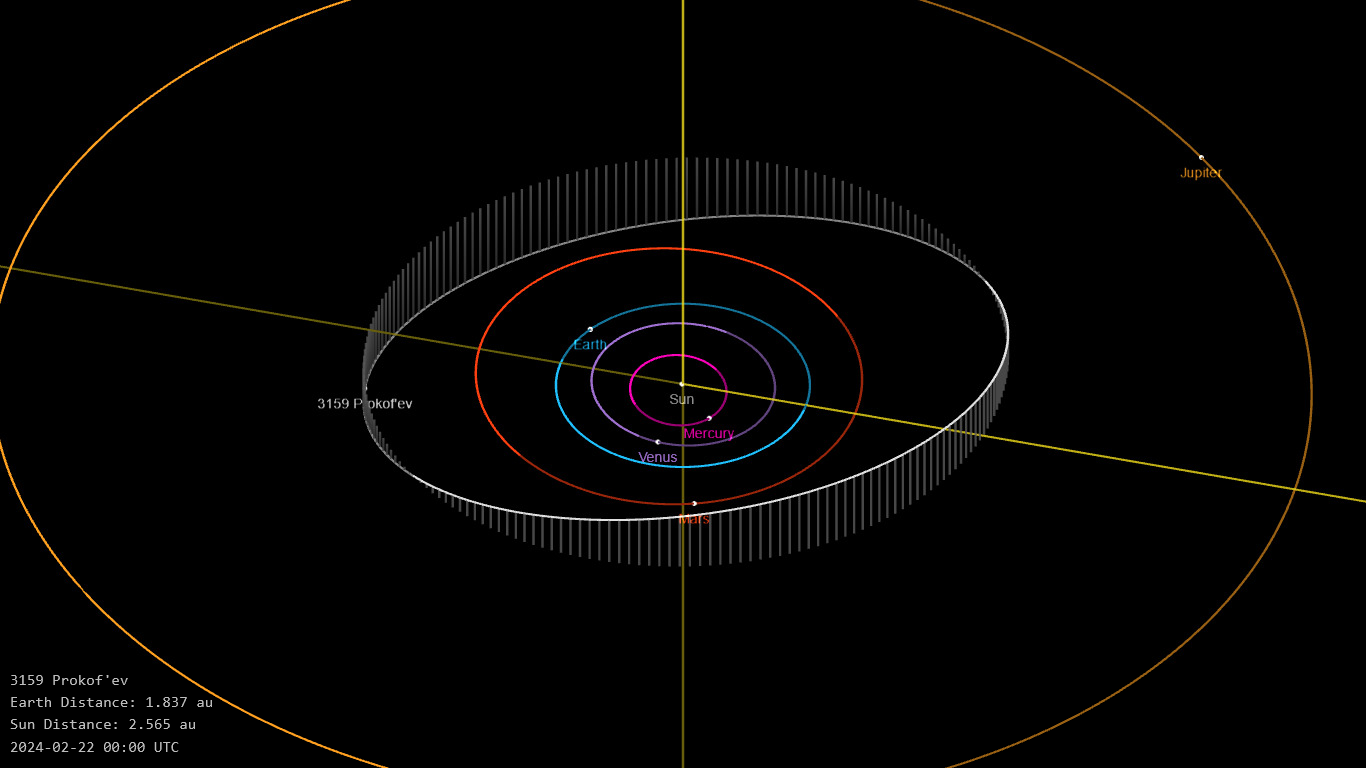
Орбита астероида Прокофьев и его положение в Солнечной системе

## Физические характеристики
Астероид относится к таксономическому классу S.
По результатам наблюдений в видимом и ближнем инфракрасном диапазоне космического телескопа NEOWISE и наблюдений в инфракрасном диапазоне спутника Akari диаметр астероида сначала оценивался равным 9,947±0,064 км, позже — 11,84±1,05 км и 9,805±0,166 км. Согласно тем же источникам альбедо оценивается как 0,1127±0,0220, 0,079±0,014 и 0,116±0,024.